# 巴丹省

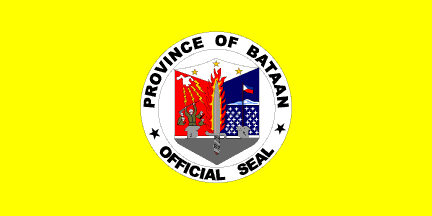
巴丹省省旗

巴丹省

巴丹省（英語：Bataan Province）是菲律宾吕宋岛西部的一个省份，属中吕宋大区，主体位于巴丹半岛，东为马尼拉湾，西为南海，首府為巴朗牙（Balanga）。

巴丹省面积1373平方公里，人口760,650人（2015年）。巴丹省因第二次世界大戰中巴丹死亡行军而著名。